# رنا بشارة
رنا بشارة (بالعبرية: רנה בשארה‏) (مواليد عام 1971) هي فنانة تشكيلية  فلسطينية ترعرعت في قرية ترشيحا الفلسطينية في الجليل الأعلى. تعمل رنا في مجال الفنون التنصيبية، والفيديو والأداء.

## مسيرتها التعليمية والفنية
حصلت على شهادة البكالوريوس في الفنون الجميلة ودراسات المرأة للفنون من جامعة حيفا عام 1994، وعلى شهادة الماجستير من كلية سافانا للفن والتصميم في ولاية جورجيا الأمريكية في مجال الرسم. أقامت مجموعة من المعارض الفردية وشاركت في العديد من المعارض الجماعية داخل فلسطين وخارجها. منحازة في فنونها التشكيلية إلى معابر الحداثة التعبيرية والمعاصرة ما بعد الحداثة التركيبية، ولها خصوصية بحث تقني وتفرد في الفكرة والتقنية والأساليب. تُعدّ من أكثر فناني داخل الخط الاخضر نشاطا وحركة وحيوية في صالات الفنون والتدريس وفي مجال الفن السياسي.
من بين الآراء التي تطرقت لوصف طبيعة أعمالها، هو اعتبارها فنانة مختلفة تخرج عن السائد ولا يُمكن للمتلقي العادي أو النمطي من فهم مساقات وصفها البصري وفق الرؤى المدرسية التقليدية المعتادة في الفنون التشكيلية، فهي خارجة عن سربها الواقعي لتصنع واقعاً متناسباً ومساحة وعيها الفكري والتقني والجمالي، والمتساوق دورها الوظيفي الإنساني والنضالي في مواجهة روح العصر العولمي بكل ما فيه من غرائب أطوار وأفكار وأساليب سرد متجاوزة المألوف الشكلي، فقد اختارت أن تنقل من خلال  لوحاتها فلسفتها الخاصة، فهي تنقل الرواية الفلسطينية، بكل أوجاعها بواسطة أعمالها الفنية التي تطورها باستمرار، فمنذ أن رسمت لوحتها الأولى في سن الخامسة عشرة اختارت مجزرتي صبرا وشاتيلا وكفر قاسم لتكونا عنوانا للوحةٍ تبين معاناة الشعب الفلسطيني.
ظلّت تطور رنا أدواتها الفنية، فهي تتنقل بين الرسم العادي والفن الآدائي التعبيري والفن التنصيبي وفن الفيديو.                                
اتخذت من الفن الأدائي الإنشائي أو التنصيبي هوية جديدة. تنظر الفنانة رنا إلى الأعمال على أنها رسالة تحمل مضامين وفلسفة خاصة، يستطيع كل متابع لهذه الأعمال أن يفهمها بطريقته الخاصة، هو الذي يختار المعاني وهو الذي يحددها.

## حول أعمالها الفنيّة
تتنوع أعمال رنا بشارة باستخدام تقنيات مختلفة فهي تعمل بالفنون التركيبية، والرسم، والحفر، والطباعة، والنحت، والتصوير الفوتوغرافي. شاركت رنا في العديد من المعارض الشخصيّة والجماعيّة في فلسطين وخارجها، من بينها: المتحف الوطني الأردني و دارة الفنون (عمّان)، وكليّة سافانا للفنون الجميلة، وجمعيّة omi art (نيويورك). تتمحور الكثير من أعمالها حول تصوير وتمثيل القضية الفلسطينية ومعاناة شعبها المحتل.

### من بين أعمالها
- «تاريخٌ معصوب العينين» – وهو عبارة عن 55 لوح زجاج، كل لوح يحمل صورة عن النكبة، وهو عملٌ بدأ منذ العام 2003. تستخدم بشارة  في عملها الإنشائي هذا الشيكولاطة المُرّة، وتعبر من خلالها بمرارة تفاصيل الماضي والنكبة وحكايات الجدات، والحزن والفراق، والندب عند الموت، وطقوس الحزن مثل صبغ الوجوه بالشحار، وأفعال الاحتلال بالفلسطينيين ضحايا النكبة.يزداد عدد هذه الألواح مع مرور الأعوام على النكبة.[3]
- «من عبق الأرض»، 2008. هو بورتريه شخصي صنعته بشارة باستخدام طحالب الأرض مثلت فيها تعابير وجهها تعبيرًا عن شوقها للوطن خلال فترة دراستها في الولايات المتحدة التي استمرت لخمس سنوات.[3]
- «زرد السلاسل» هو عمل مساند لأسيرات وأسرى معركة الأمعاء الخاوية، وهو عمل تستخدم فيه الفنانة أرغفة الخبز وتعبر من خلاله عن ضرورة المساواة في تقدير نضال الأسيرات مقارنة بالأسرى الرجال.[3]